# King’s Gold Medal for Poetry
Die King’s Gold Medal for Poetry ist ein britischer Literaturpreis, der für ein poetisches Einzel- oder Gesamtwerk eines Dichters aus dem Vereinigten Königreich oder dem Commonwealth verliehen wird. Ursprünglich waren nur Untertanen der britischen Krone preiswürdig, die im Vereinigten Königreich lebten. 1985 wurde diese Beschränkung aufgehoben, um Autoren aus dem gesamten Commonwealth of Nations zu berücksichtigen. Während der Regierungszeit von Königin Elisabeth II. wurde der Preis als Queen’s Gold Medal for Poetry bezeichnet; beginnend mit der Verleihung der Medal für das Jahr 2022 heißt die Auszeichnung wieder King’s Gold Medal for Poetry.
Empfehlungen zur Verleihung des Preises spricht The Poetry Medal Committee aus, ein Komitee bedeutender Literaturwissenschaftler und Schriftsteller, dem der Poet Laureate vorsteht. Häufig wurde der Preisträger am 23. April verkündet, dem (heute allgemein angenommenen) Geburtstag William Shakespeares.
Die Medaille wurde im Jahr 1933 als King’s Gold Medal for Poetry von Georg V. auf Vorschlag des britischen Hofdichters John Masefield gestiftet. Die Vorderseite zeigte während der Regierungszeit von Elisabeth II. das gekrönte Haupt der Königin, und die von Edmund Dulac gestaltete Rückseite nannte die Devise „Truth is emerging from her well and holding in her right hand the divine flame of inspiration – Beauty is Truth and Truth Beauty“; Letzteres ein (nicht ganz wörtliches) Zitat aus John Keats’ Ode on a Grecian Urn.

## Preisträger
- 1934: Laurence Whistler
- 1937: W. H. Auden
- 1940: Michael Thwaites
- 1952: Andrew Young
- 1953: Arthur Waley
- 1954: Ralph Hodgson
- 1955: Ruth Pitter
- 1956: Edmund Blunden
- 1957: Siegfried Sassoon
- 1959: Frances Cornford
- 1960: John Betjeman
- 1962: Christopher Fry
- 1963: William Plomer
- 1964: R. S. Thomas
- 1965: Philip Larkin
- 1966: nicht vergeben
- 1967: Charles Causley
- 1968: Robert Graves
- 1969: Stevie Smith
- 1970: Roy Fuller
- 1971: Stephen Spender
- 1973: John Heath-Stubbs
- 1974: Ted Hughes
- 1977: Norman Nicholson
- 1981: D. J. Enright
- 1986: Norman MacCaig
- 1988: Derek Walcott
- 1989: Allen Curnow
- 1990: Sorley MacLean
- 1991: Judith Wright
- 1992: Kathleen Raine
- 1996: Peter Redgrove
- 1998: Les Murray
- 2000: Edwin Morgan
- 2001: Michael Longley
- 2002: Peter Porter
- 2003: U. A. Fanthorpe
- 2004: Hugo Williams
- 2006: Fleur Adcock
- 2007: James Fenton
- 2010: Don Paterson
- 2011: Jo Shapcott
- 2012: John Agard
- 2013: Douglas Dunn
- 2014: Imtiaz Dharker
- 2015: Liz Lochhead
- 2016: Gillian Allnutt
- 2017: Paul Muldoon
- 2018: Simon Armitage
- 2019: Lorna Goodison
- 2020: David Constantine
- 2021:[1] Grace Nichols
- 2022:[2] Selima Hill
- 2023: Mimi Khalvati